# Мистер Твистер (группа)
«Ми́стер Тви́стер» — советский и российский музыкальный коллектив, играющий рок-н-ролл и рокабилли.

## История группы
Выпускник иняза Олег Усманов и радиомеханик Вадим Дорохов начали пробовать играть в 1983 году. Весной 1985 года в составе с Владимиром Яковлевым (гитара) и Владимиром Карповичем (ударные) они записали три песни. Летом 1985 года Олег Усманов познакомился с Валерием Лысенко и тут же был приглашён в группу в качестве барабанщика. 4 (или 5) декабря того же года из армии вернулся Вадим Дорохов. 20 дней трио репетировали в МГПИИЯ им. М. Тереза. Свой первый концерт «Мистер Твистер» дал 25 декабря 1985 года в составе: Олег Усманов — контрабас и вокал, Вадим Дорохов — гитара и вокал, Валерий Лысенко — барабаны и вокал.. Название группы «Мистер Твистер»  придумал Валерий Лысенко. 
1 апреля 1986 года группа выступила на «Дне смеха» на Арбате, с июля участники группы стали резидентами московского кафе «Синяя птица», в декабре коллектив дал два концерта в Ленинградском дворце (с группами «Чёрный кофе» и «Зоопарк»). Репертуар «Мистера Твистера» составляют классические зарубежные рок-н-ролльные номера, советские шлягеры 1960-х годов и собственные песни.
Осенью 1986 года Вадим Дорохов пригласил в группу саксофониста Павла Веренчикова из квартета «Вечный праздник»). В то же время в хорватском журнале «Старт» вышла первая публикация о группе. В июне 1987 года Веренчикова забирают в армию, и пару месяцев группа играет как трио. В перерывах на гастролях они взяли саксофониста Сергея Суханова, игравшего в группе до прихода Вечерникова из армии.. В декабре «Мистер Твистер» выступает на «Рок-панораме-87». Группа достигает большой популярности: фирма «Мелодия» выпустила 337 тысяч экземпляров их дебютного альбома. Группа появлялась в телепередачах «Шире круг», «Взгляд» и «Утренняя почта».
В 1990 году коллектив отпраздновал пятилетие выступлением в Большом концертном зале Олимпийской деревни, исполнив в двух отделениях песни 1986—1987 годов; концерт прошёл при участии групп «Гавайские острова» (Crazy men Crazy) и «Старая гвардия»; среди гостей — Сергей Воронов, Борис Булкин, Евгений Хавтан, Александр Скляр, Сергей Попов, Гарик Сукачёв и др..
25 июня 1991 года от сердечного приступа скоропостижно скончался 27-летний Вадим Дорохов. В 1990-2000е годы были выпущены ещё 3 альбома. В 1999 году Олег Усманов и Павел Веренчиков покинули группу . Из оригинального состава в коллективе остался Валерий Лысенко. Коллектив продолжает гастролировать по России и ближайшему зарубежью. 
Группа участвовала в таких мероприятиях как : Форум Территория Свободы, Усадьба - Jazz, Звуки Моря Тель Авив, TOP Fili Blues, Rock & Roll Fest Ufa, Нашествие, LIVEнь! Тула, Украбiллi Вибух, KINRock Калининград , Kids Rock Fest , Сотворение Мира Пермь, Russian Woodstock , Московское Небо, Moscow TatooFest, Джинсы как культ Казань, Форум Россия, а так же во множестве Гастро, Авто, Мото и спортивных фестивалях и форумах…  25го октября 2008го года «Мистер Твистер» выступили на презентации фильма «Стиляги» в Демонстрационном Зале ГУМа в Москве.
23 мая 2025 года скончался саксофонист Павел Веренчиков

## Состав
- Валерий «Ёж» Лысенко — барабаны, вокал. (1985 - наст.время)
- Алексей «Брат» Вихрев — контрабас, вокал. (1999 - наст.время)
- Никита Гаранин — гитара, вокал. (2022 - наст. время)

## Бывшие участники
1. Владимир Яковлев — акустическая гитара, подпевки (1985)
2. Владимир Карпович — барабаны, подпевки (1985)
3. Вадим Дорохов — гитара, вокал (1985—1991, умер в 1991 году)
4. Олег Усманов — контрабас, вокал, продюсер (1985—1999)
5. Павел Веренчиков — саксофон (1986—1987, 1989—1991, 1996—1999, умер в 2025 году)
6. Маврикий Слепнёв — шоумен, танцор (1987—1991, умер в 2016 году)
7. Сергей Суханов — саксофон (1988—1989)
8. Денис Позен — гитара, вокал (1991—1992)
9. Фёдор Пономарёв — саксофон (1991—1992)
10. Олег Бутенко — гитара, вокал (1992—1997)
11. Василий Деркач — саксофон (1993—1996, умер в 1996 году)
12. Павел Стёпин — гитара, вокал (1997—2010)
13. Владимир Кумарин — саксофонист (2001—2003)
14. Юрий Сутковой — гитара, вокал (2010—2017)
15. Сергей Тепайкин — гитара, вокал (2017—2022)
16. Юрий Кривошеин — гитара (2022)

## Дискография
Студийные альбомы
- 1990 — Мистер Твистер
- 1993 — Девки, пиво и рок-н-ролл
- 1999 — Миллионер
- 2005 — Rocker

Концертные альбомы
- 2004 — Live In Schwein

Сборники
- 1996 — Первые твисты
- 2002 — Имена на все времена